# Astronomie mégalithique

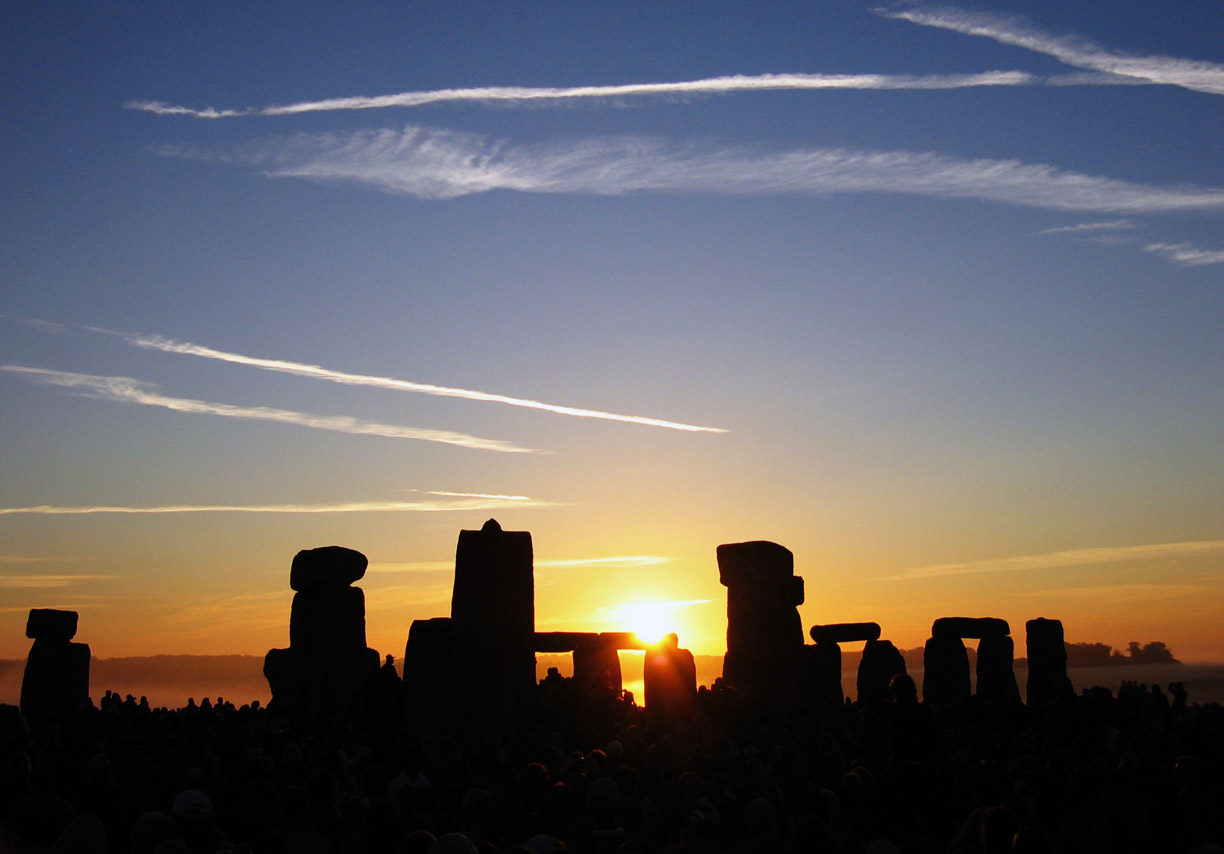
Solstice à Stonehenge.

Pour un article plus général, voir Archéoastronomie.
L'astronomie mégalithique est la théorie selon laquelle l'architecture de certains monuments mégalithiques répondrait à des critères d'orientation astronomique, leur permettant d'être utilisés comme calendriers solaires (solstice, équinoxe) ou pour la prévision d'évènements astraux réguliers.

## Historique
« Les premières fouilles scientifiques confirmèrent le rôle de tombeaux pour les dolmens et les premières assises sérieuses d'une astronomie mégalithique vinrent s'appliquer aux alignements. Mais dès cette époque les théories les plus variées furent émises. On parla d'un phénomène universel, d'une civilisation mégalithique allant de l'Europe à la Corée et dont la diffusion aurait l’œuvre de peuples marins, méditerranéens de préférence, égéens, phéniciens ou même égyptiens. »

— Jacques Briard, Les mégalithes, ésotérisme et réalité
Dès le XIXe siècle, des chercheurs ont tenté de rapprocher l'orientation des alignements mégalithiques ou celle des couloirs des dolmens avec les directions des levers et couchers du soleil ou de la lune et accessoirement d'astres remarquables (Vénus, Sirius). En France, Marcel Baudouin, ayant constaté à plusieurs reprises que la dalle de chevet des dolmens de Vendée était alignée sur le lever du soleil au solstice d'hiver, développe ainsi une « Préhistoire par les étoiles », théorie assez farfelue et fruit d'une imagination exubérante. En Bretagne, Alfred Devoir, ancien officier de marine, étudie les liens supposés entre plusieurs alignements mégalithiques de Bretagne et leurs orientations astronomiques et dans le Morbihan Félix Gaillard ou René Merlet ont développé des théories à vocation plus ou moins générales. Dans les années 1970, les travaux statistiques d'Alexander Thom en Grande-Bretagne eurent un grand écho et ne tardèrent pas à être transposées par Thom lui-même aux sites mégalithiques les plus emblématiques du Morbihan (alignements de Carnac, Grand menhir brisé d'Er Grah). À sa suite plusieurs astronomes anglais (Clive Ruggles (en), Joseph Norman Lockyer) proposèrent des méthodologies visant à établir d'éventuels liens entre l'architecture mégalithique de certains monuments, dont Stonehenge, et des orientations astronomiques précises.

## Critiques des théories astronomiques
Les théories astronomiques proposées soulèvent de nombreuses critiques, tant au niveau de leur approche méthodologique, purement statistique, que de leurs conclusions universalistes alors même que les résultats archéologiques invalident parfois ces thèses. Tous ces calculs sophistiqués se heurtent à la précision innsuffisante des mesures effectuées sur le terrain, sur des sites ayant connu de nombreux bouleversements depuis leur construction et aussi différentes restaurations plus ou moins heureuses (Quadrilatère de Crucuno). Les travaux de Thom l'ont ainsi conduit à définir une coudée mégalithique (« megalithic yard ») de 0,83 m qui aurait été en usage chez tous les bâtisseurs de mégalithes. Outre le fait que Thom propose des régles de construction, qui nécessitent des connaissances géométriques complexes, et qui sont parfois variables d'un site à un autre, il serait étonnant qu'une telle métrologie ait pu demeurer constante dans le temps (pendant deux millénaires) et dans l'espace (pourquoi les bâtisseurs des deux rives de la manche aurraient-ils adoptés une unité commune alors qu'ils construisaient des édifices d'architecture distincte ?).

« La problématique de l'orientation astronomique des menhirs a été constamment embrouillée par des travaux fantaisistes ou imprudents, et un discrédit général en a rejailli sur les travaux sérieux, basés sur des faits moins contestables, sinon toujours rédigés prudemment. On a commencé par discerner d'approximatives orientations solaires calendaires, solsticiales ou équinoxiales, puis des stellaires et des lunaires, un peu au bonheur la chance, et bien entendu on les a retrouvées à peu près, ici ou là. C'est très possible qu'il y ait eu quelque chose de ce genre, mais beaucoup moins précis qu'on ne l'imagine. Dans certaines hypothèses en vogue il y a quelques années, on aurait là divers éléments de grands observatoires destinés à prévoir les éclipses. Malgré des tentatives de démonstrations sophistiquées, rien n'a pu être jusqu'ici valablement démontré. Il en est de même quant à l'utilisation d'unités de longueur, de figures géométriques pythagoriciennes ou autres, ou encore d'arrangements quasi géodésiques. Il est trop facile de trouver des semblants de coïncidences qui ne prouvent rien. »

— Pierre-Roland Giot, Préhistoire en Bretagne

## Sites mégalithiques à usage astronomique supposé

### Europe

#### Royaume-Uni
Stonehenge fait l'objet de nombreuses théories auxquelles un article est dédié : Théories sur Stonehenge.
Avebury est une construction mégalithique circulaire. L'ingénieur britannique Alan Butler émet l'hypothèse que de par sa géométrie à 360 degrés, il pourrait y avoir une correspondance avec les méridiens.
En Cornouailles, lors de l'équinoxe d'automne, le soleil s'aligne sur les deux menhirs et l'ombre portée passe au centre de la pierre percée à Mên-an-Tol.
Située sur l'île principale (Mainland) des Orcades, l'axe du tunnel d 'entée du tumulus de Maeshowe en Écosse est aligné avec le solstice d'hiver. Le cercle de Brodgar suscite des interrogations sur une relation entre le solstice d'hiver et la position du cromlech. Le Watchstone serait un marqueur pour suivre l'évolution du soleil sur le site des pierres levées de Stenness.

Royaume-uni
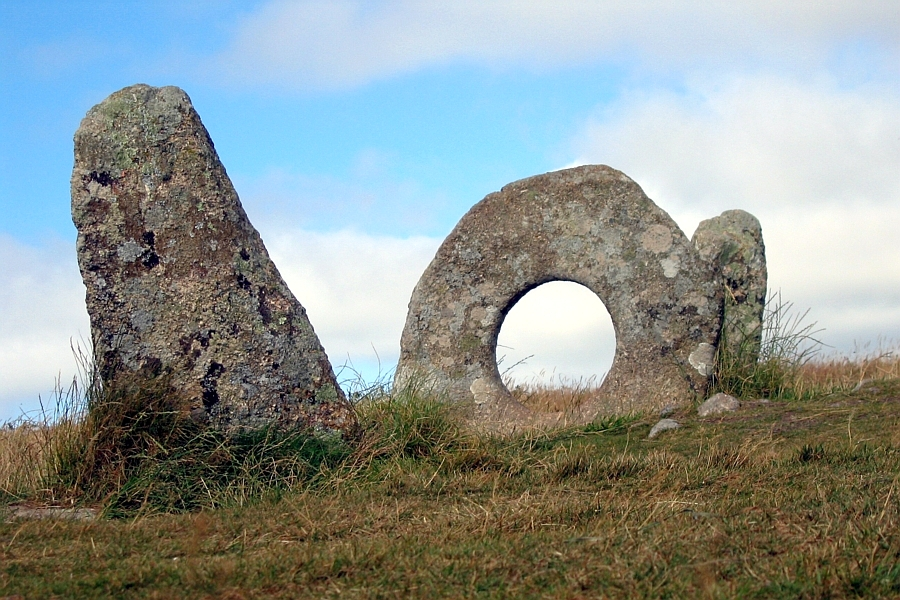
Men-an-tol
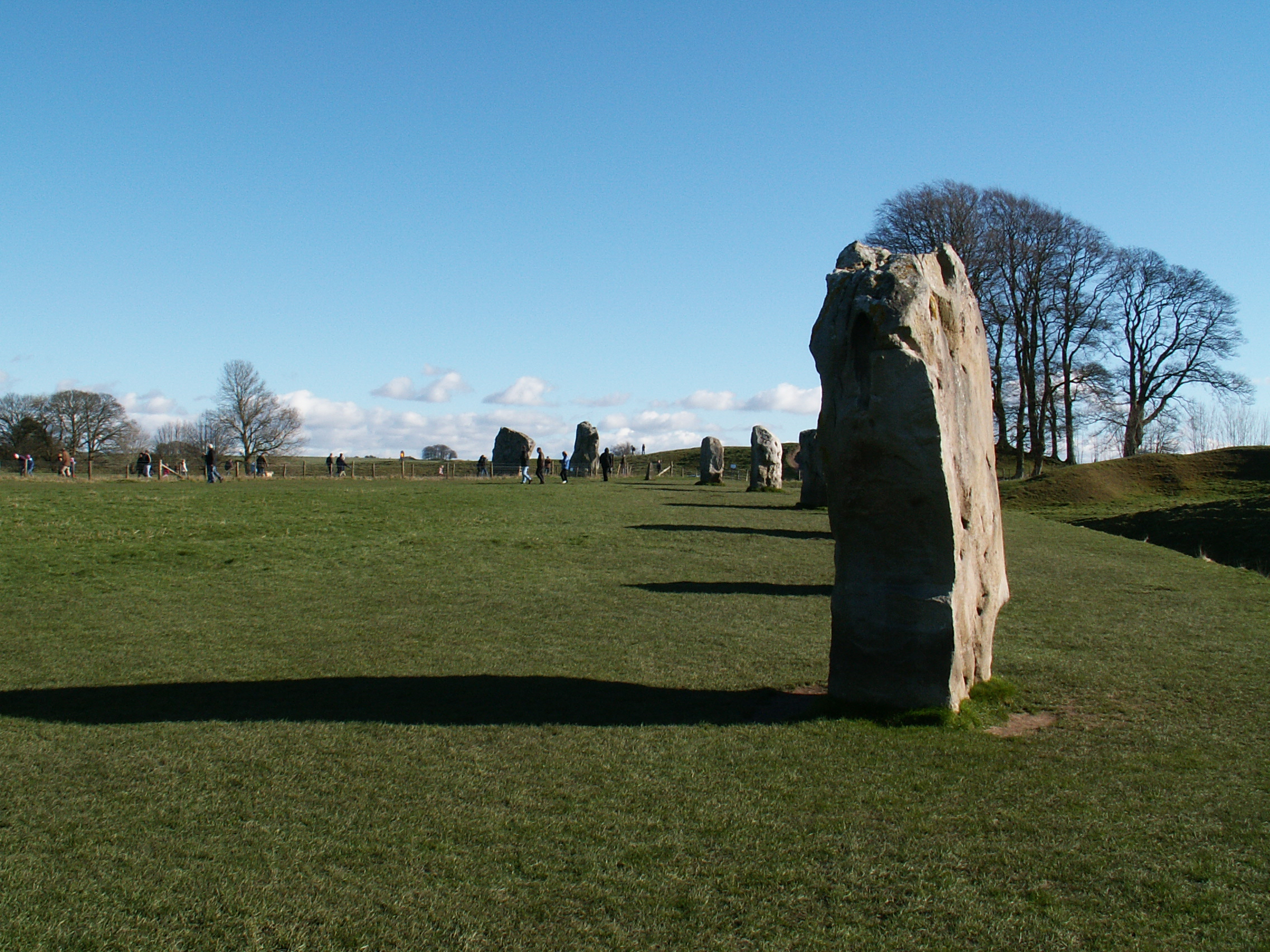
Avebury
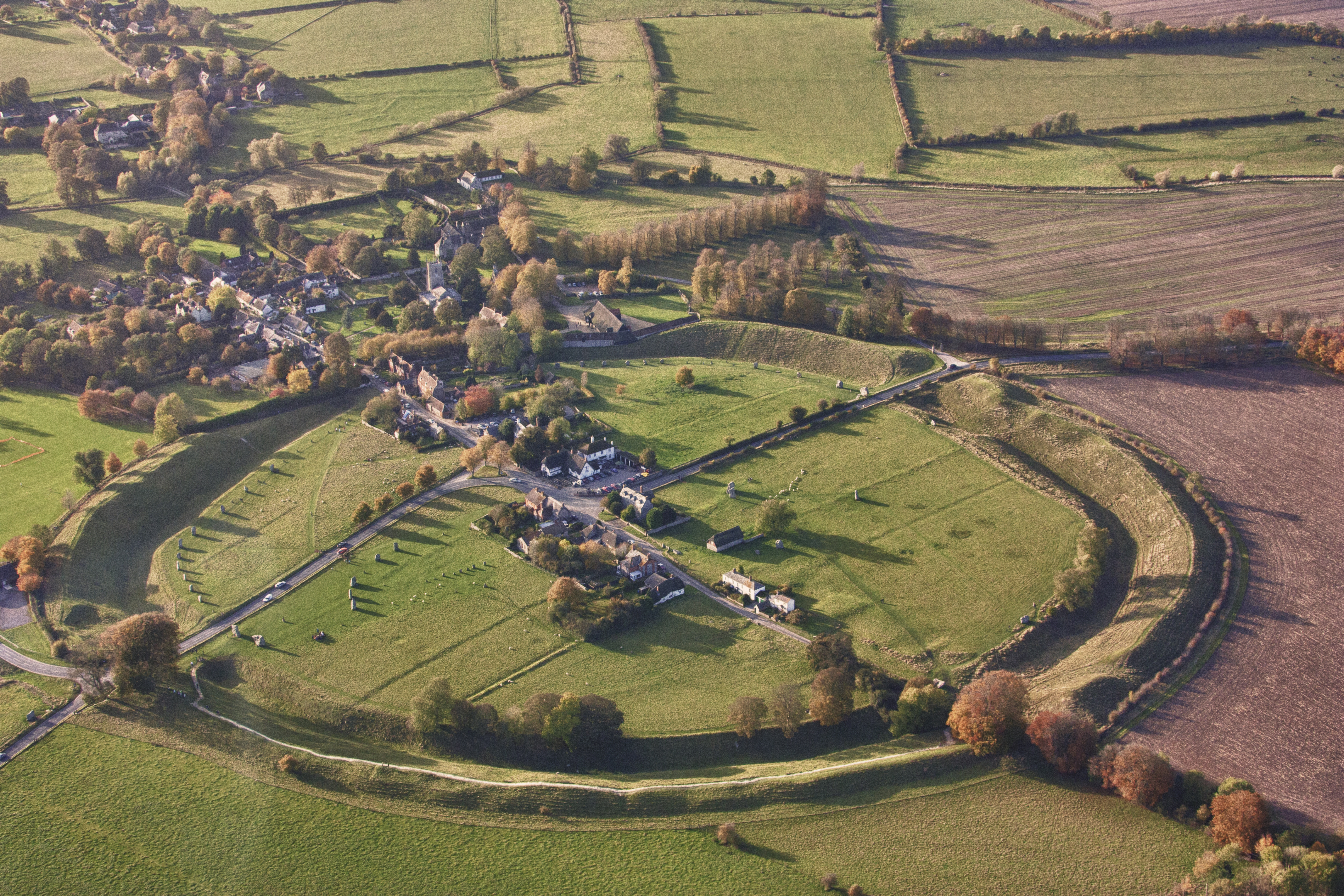
Avebury
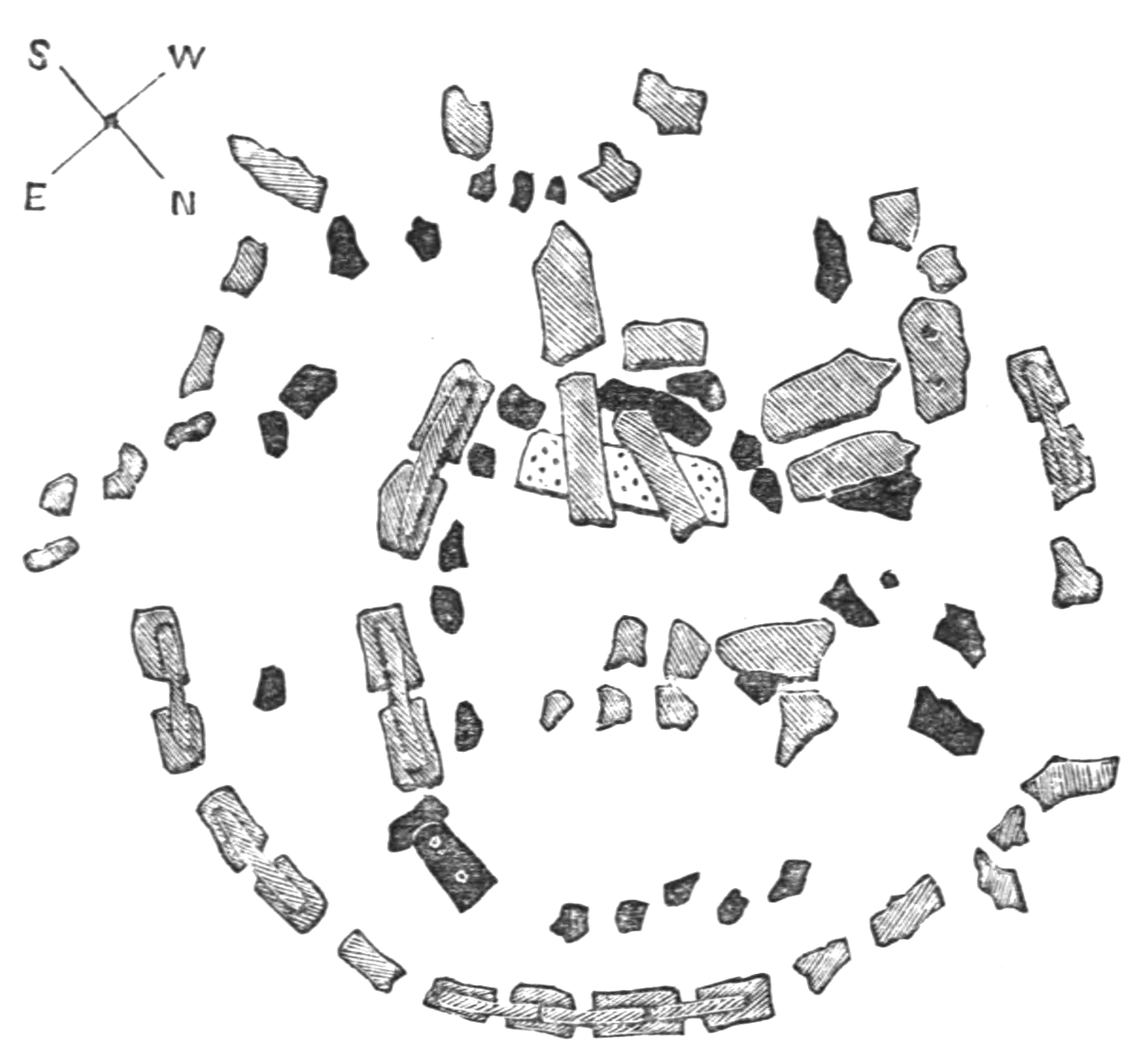
Stonehenge
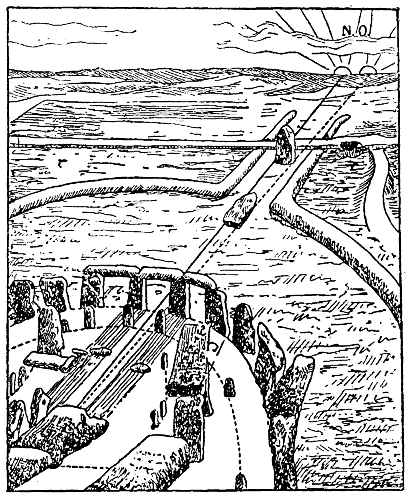
Représentation du Solstice sur Stonehenge
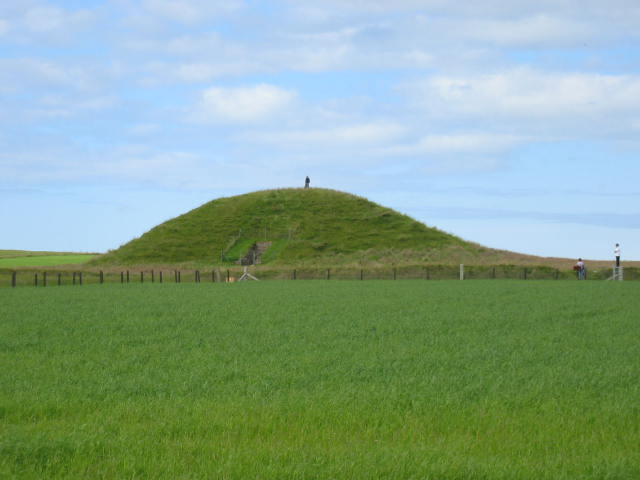
Maeshowe
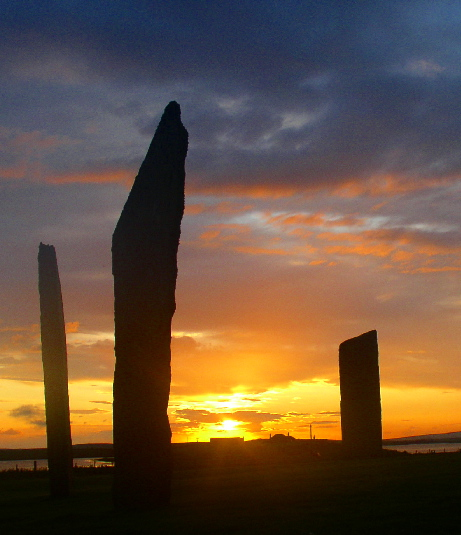
Stenness
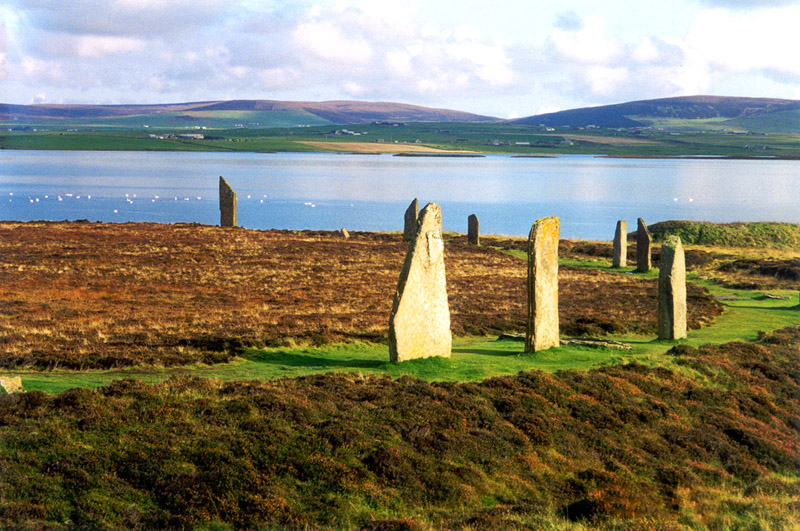
Cercle de Brodgar

#### Espagne
Le dolmen de Soto, proche de la commune de Trigueros, dispose d'une entrée orientée à l'est. Les rayons au lever du soleil de l'équinoxe illuminent le couloir.

Espagne
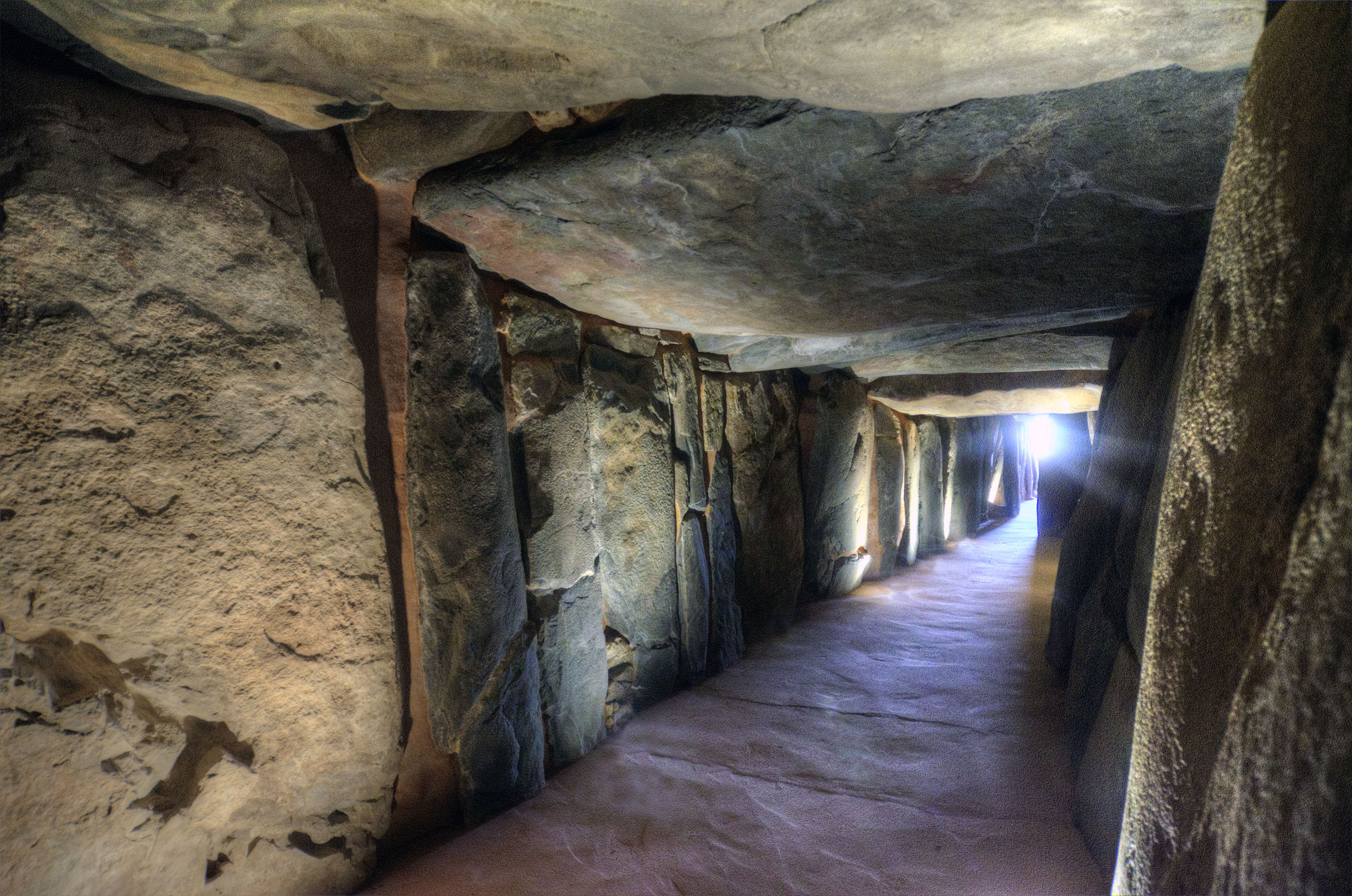
Dolmen de Soto.

#### France
- Alignement Grand Menhir et dolmen de la Table des Marchand à Locmariaquer : l'ombre du menhir au coucher du soleil venait frôler l'entrée du dolmen au solstice d'hiver.
- L'alignement du Ménec, à Carnac, est considéré comme un calendrier à ciel ouvert[10].
- L'orientation des axes des couloirs des deux dolmens du tumulus de Dissignac a été calculée pour observer le lever du soleil au solstice d'hiver[10].
- Jacques Briard émet l'hypothèse que le tumulus du Château Bû serait les vestiges d'un ancien monument astronomique[10].
- L'ensemble des deux menhirs de Kergadiou (celui debout et celui couché), proche du site du menhir de Kerloas, formerait un système de visée astronomique[10].
- L'archéologue Michel Le Goffic a confirmé en 1988 le rôle astronomique de l'enceinte mégalithique de Pen-ar-lan en forme d'œuf, sur la commune de l'île d'Ouessant[10].

France
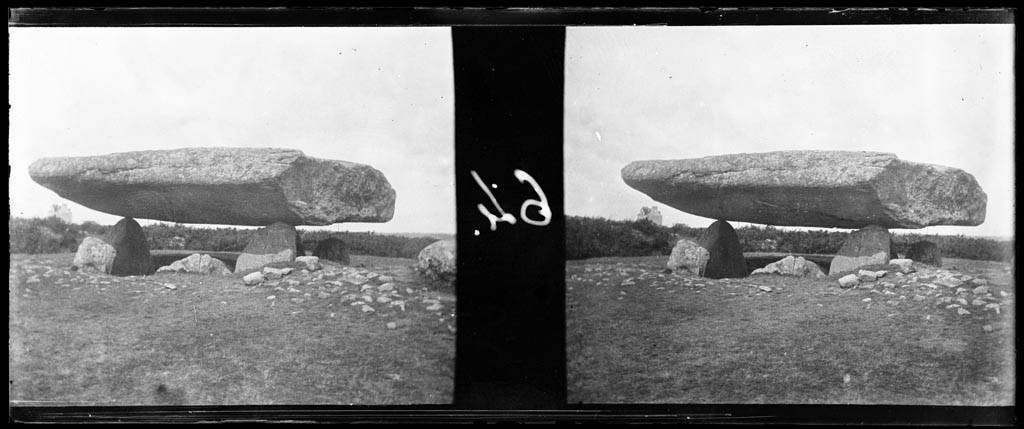
Dolmen Table des marchands.
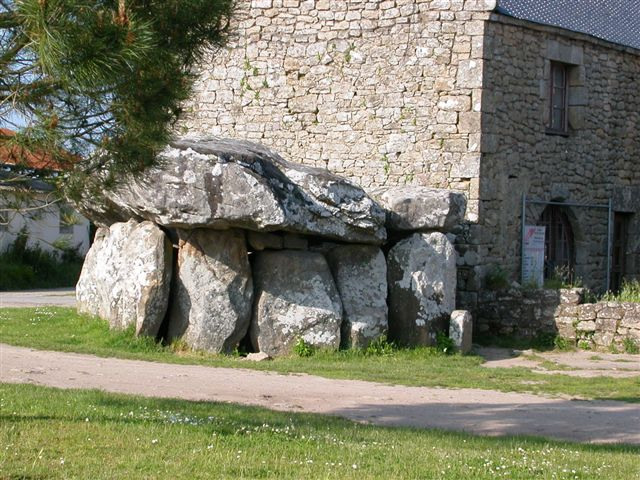
Curcuno.
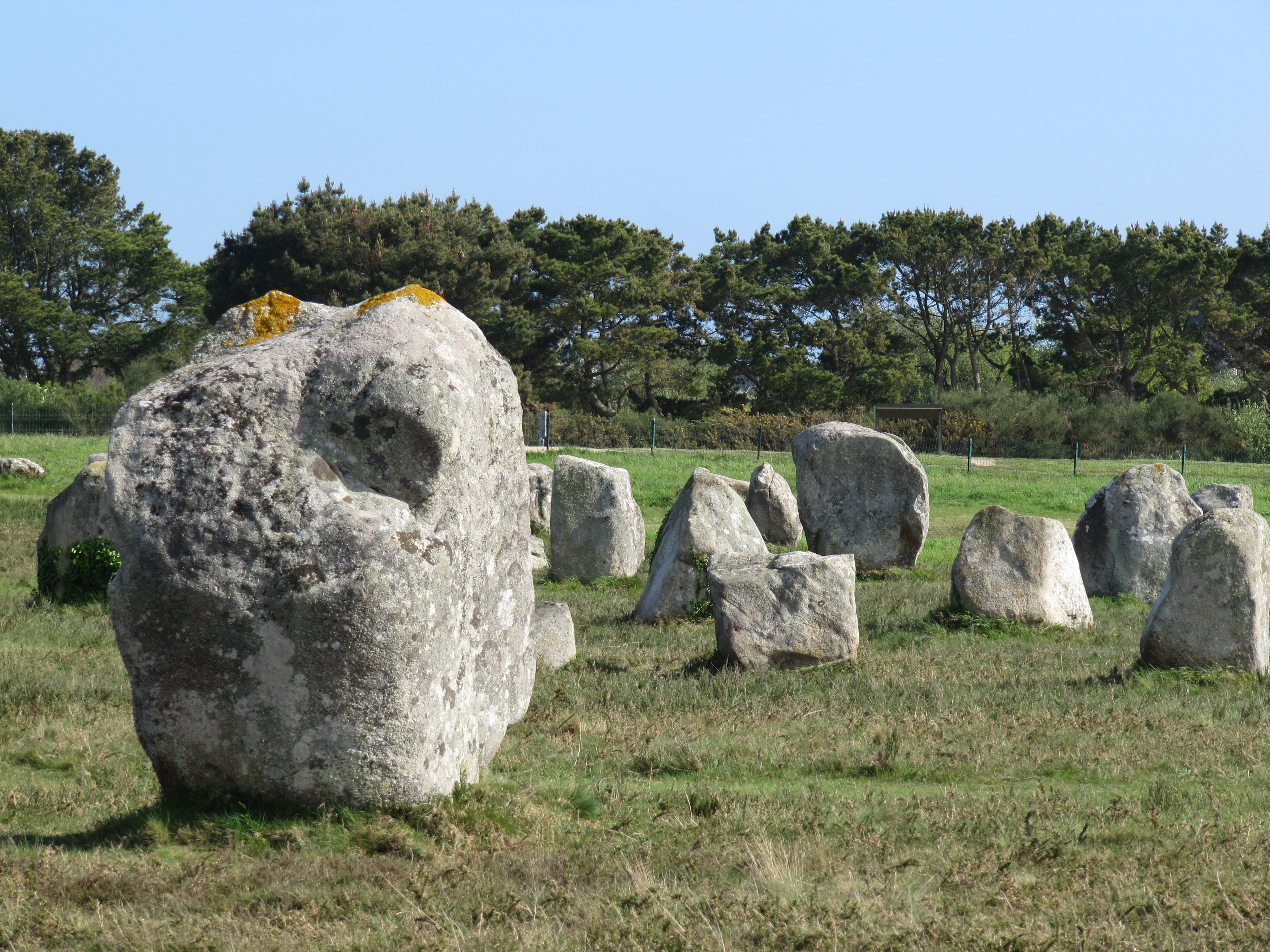
Alignement le Ménec
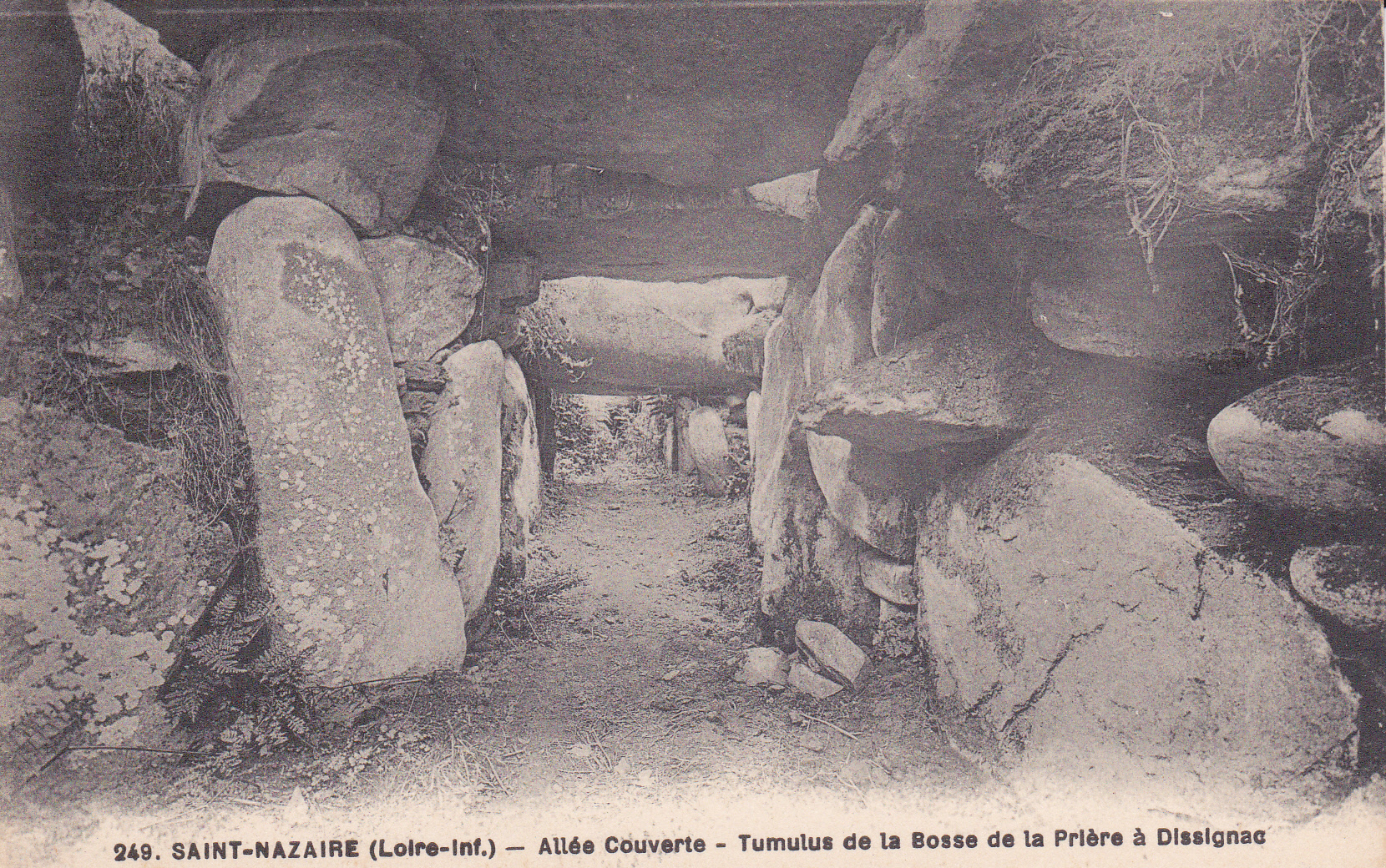
Couloir du Tumulus de Dissignac
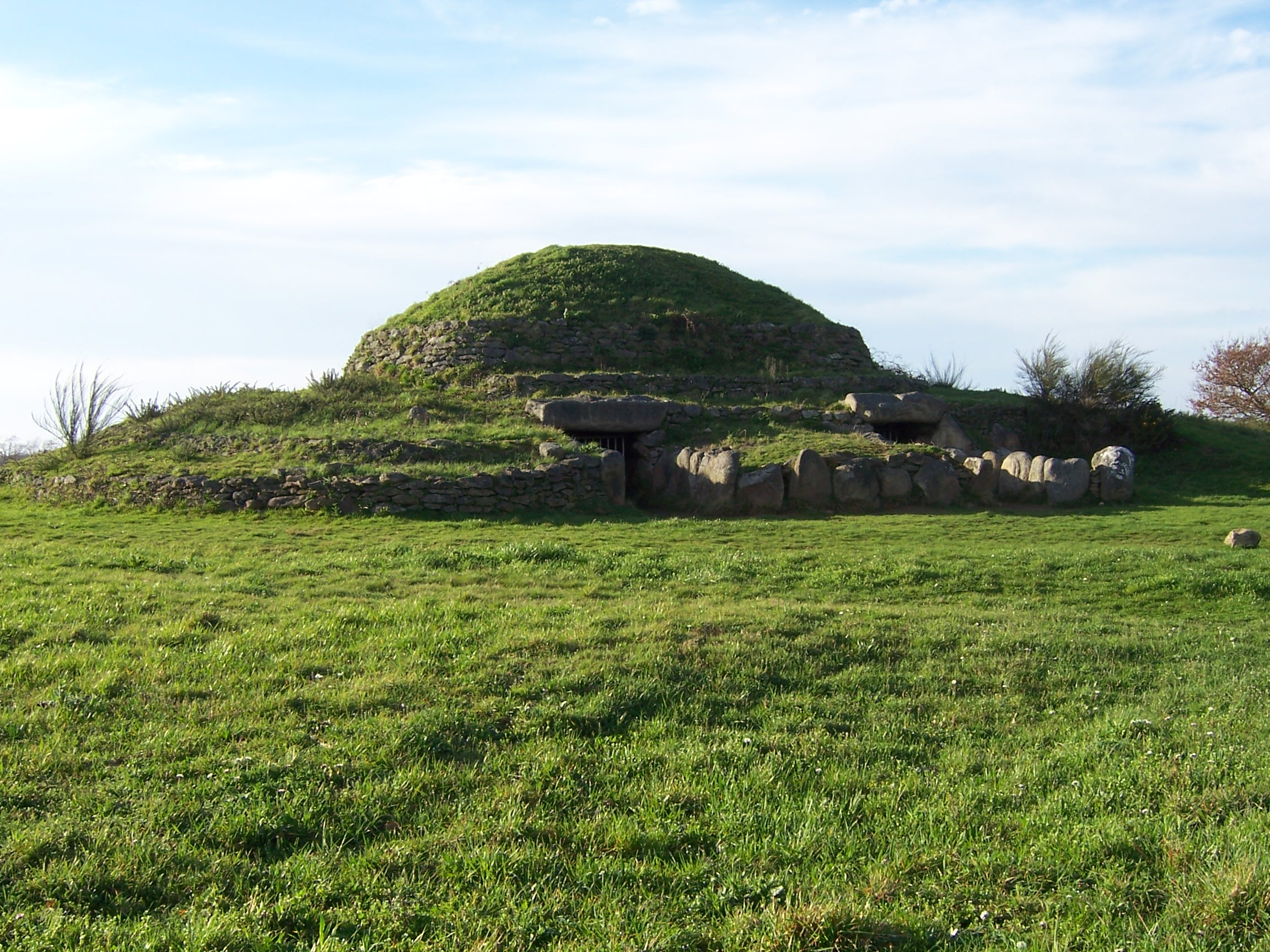
Tumulus de Dissignac
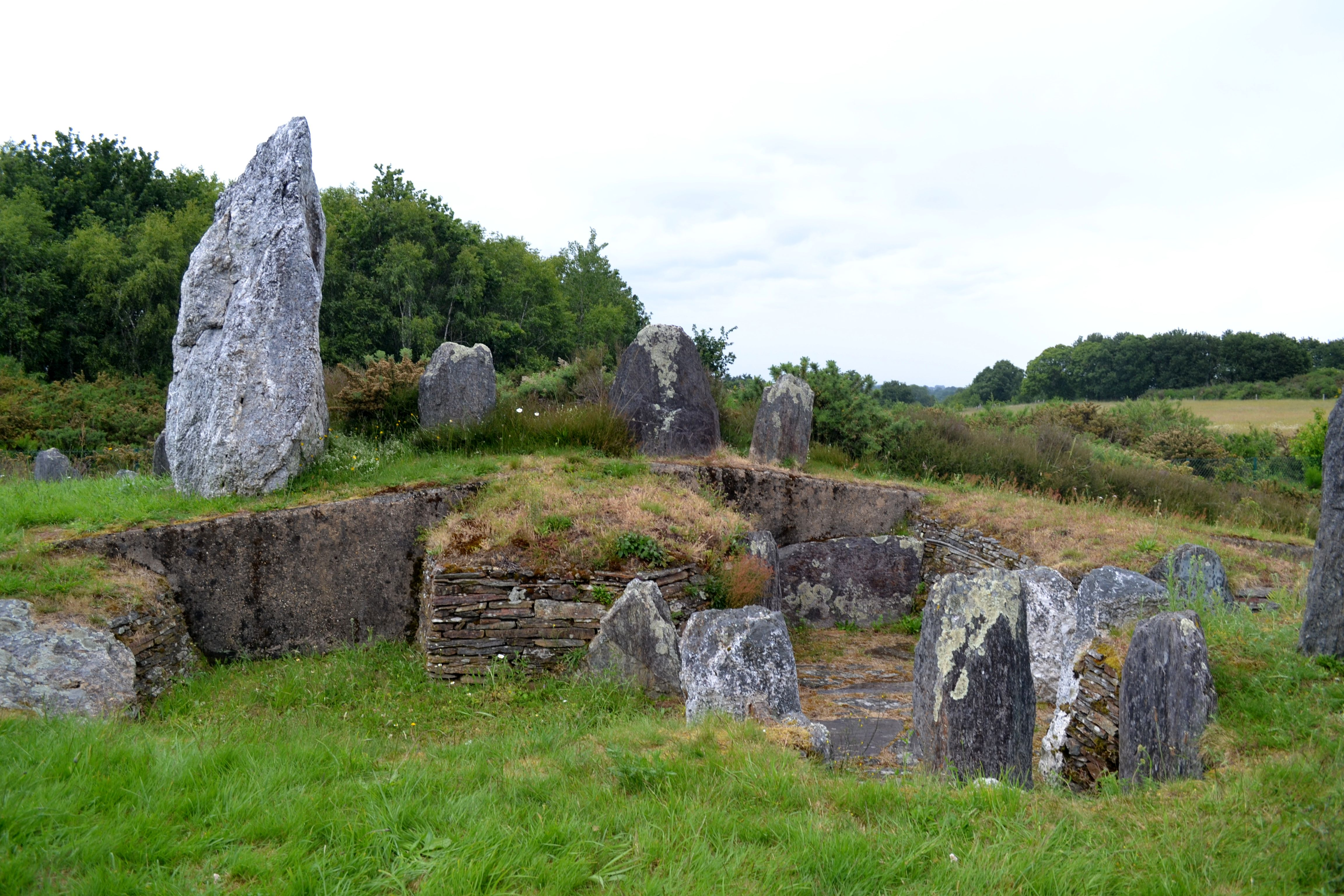
Tumulus Château Bû
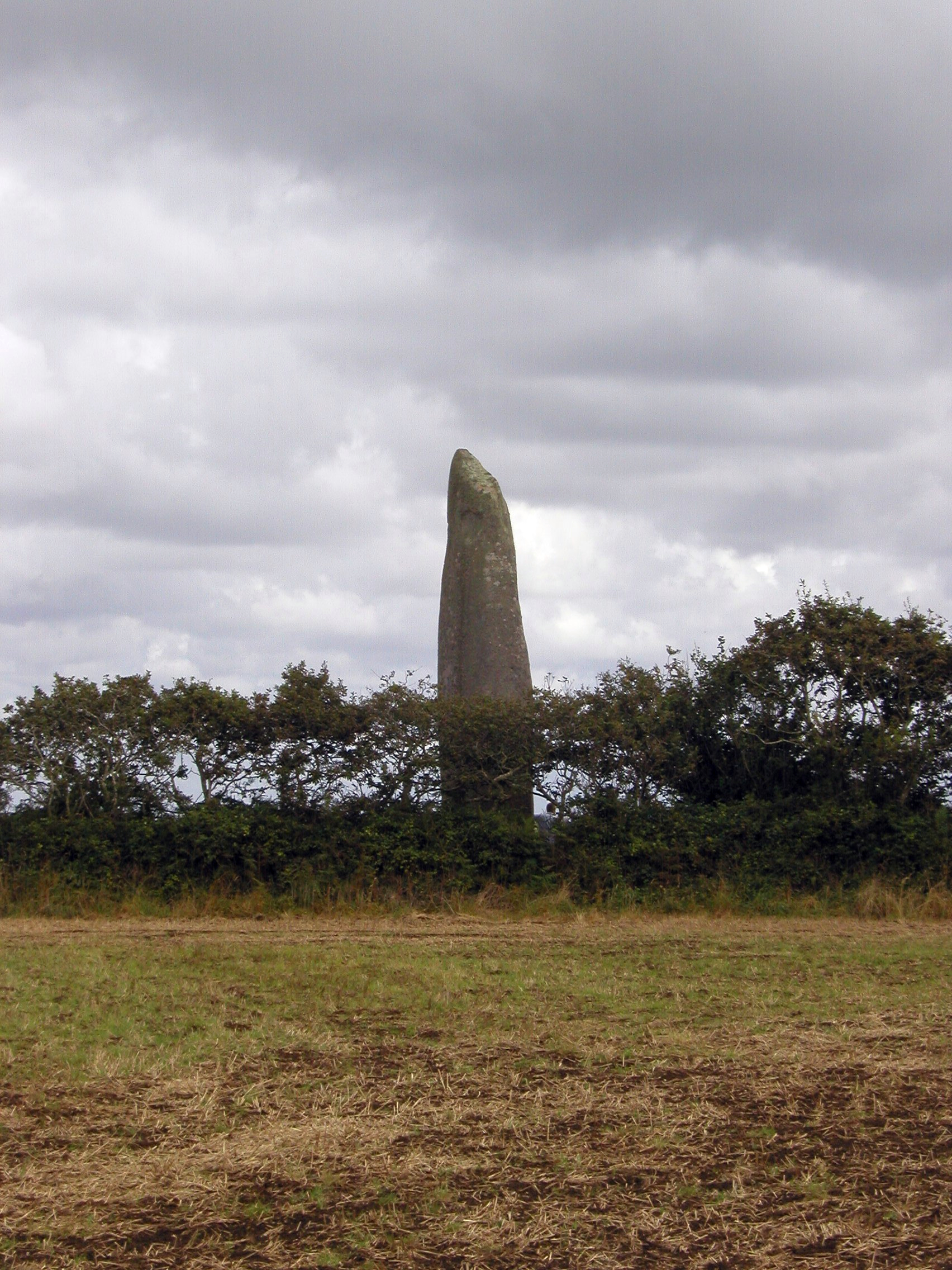
Menhir debout de Kerloas
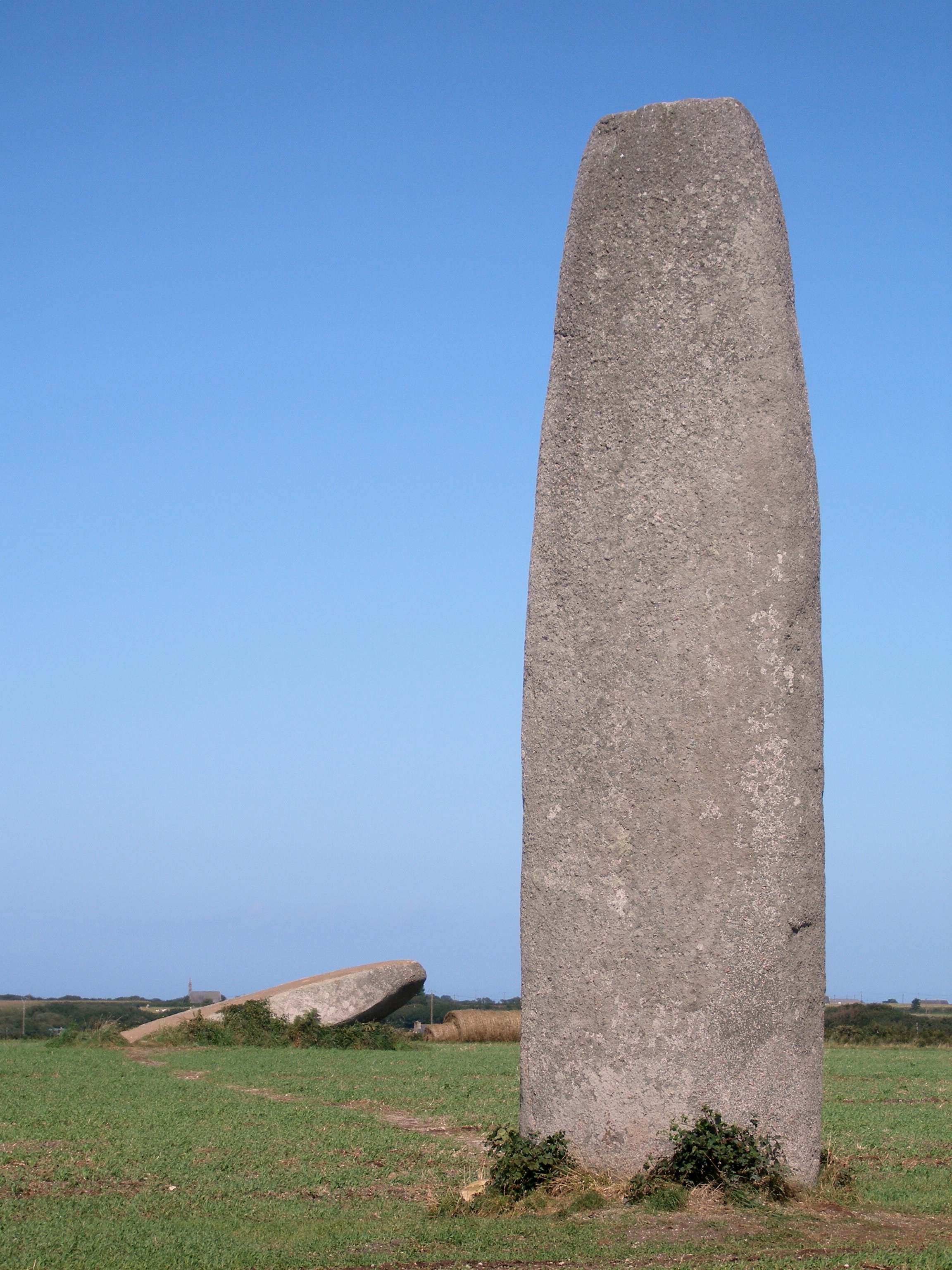
Menhirs de Kergadiou
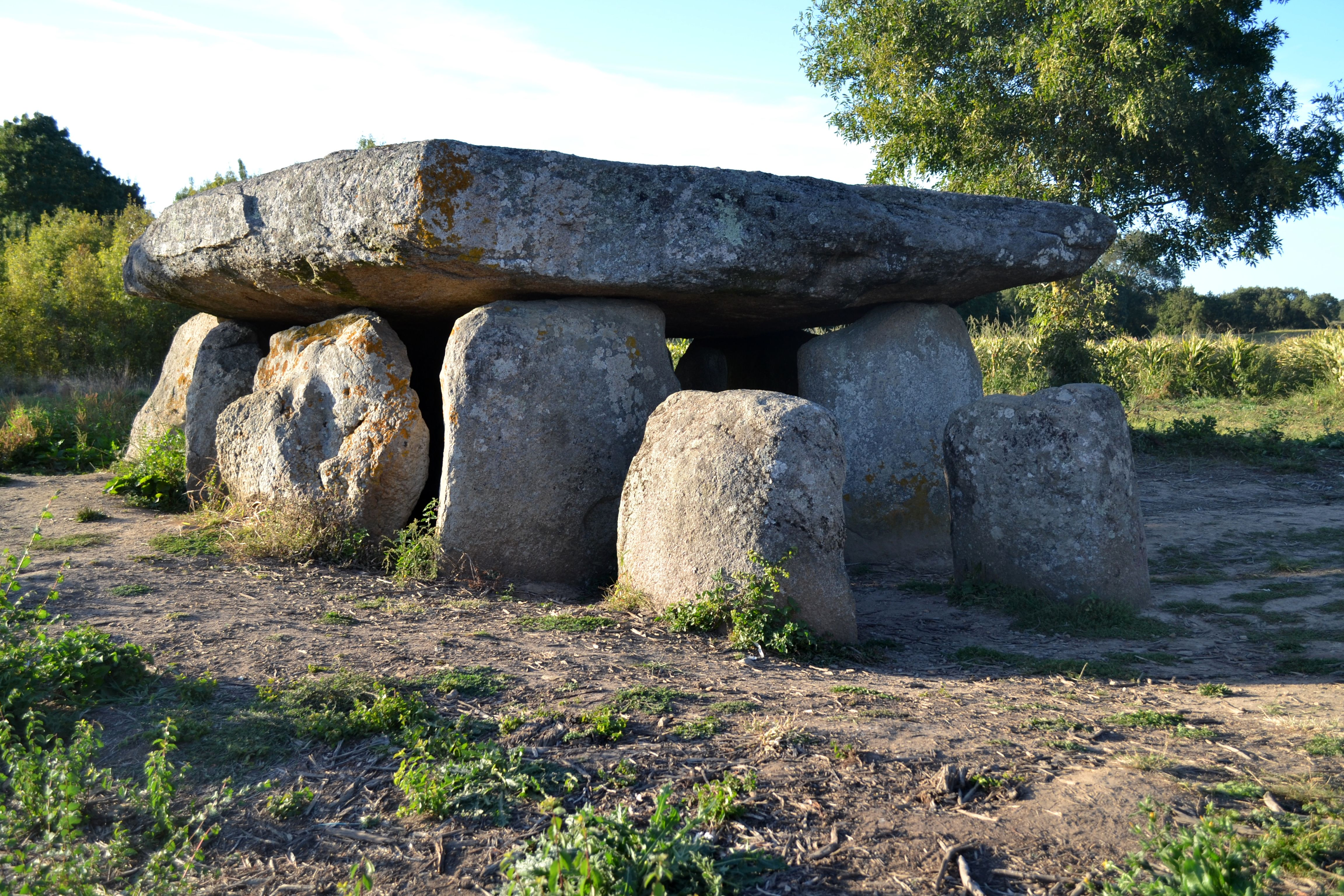
Dolmen de la Frébouchère

#### Irlande
Lors du solstice d'hiver dans le Comté de Meath, les rayons du soleil pénètrent directement la chambre centrale du tumulus de Newgrange.
L'entrée du cercle de Grange Stone Circle est aligné avec le soleil levant du solstice d'été.
Loughcrew (en), dans le comté de Meath, est connu pour l'illumination des pierres gravées au fond de son couloir principal lors du lever de soleil des équinoxes.

Irlande
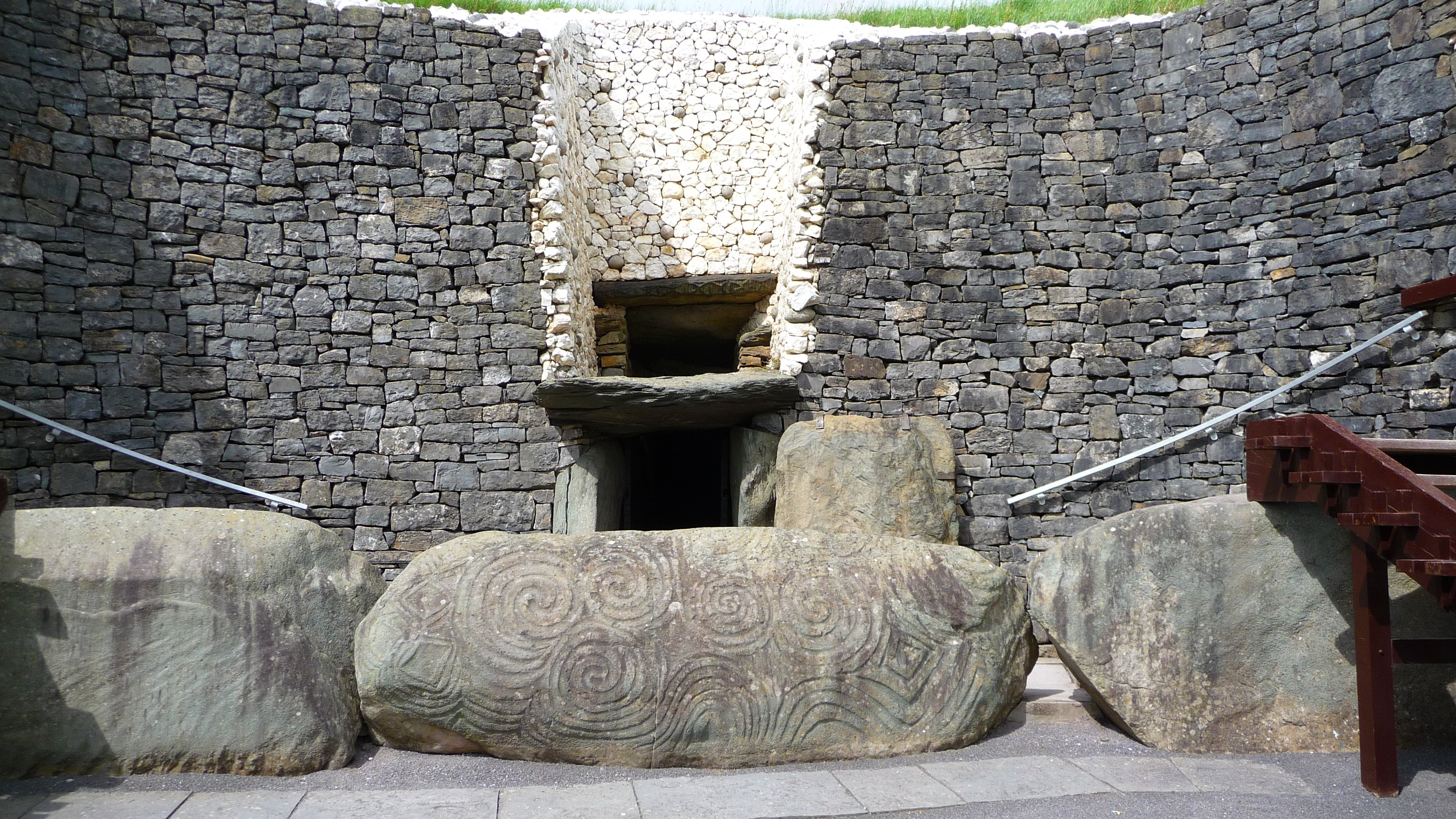
Newgrange
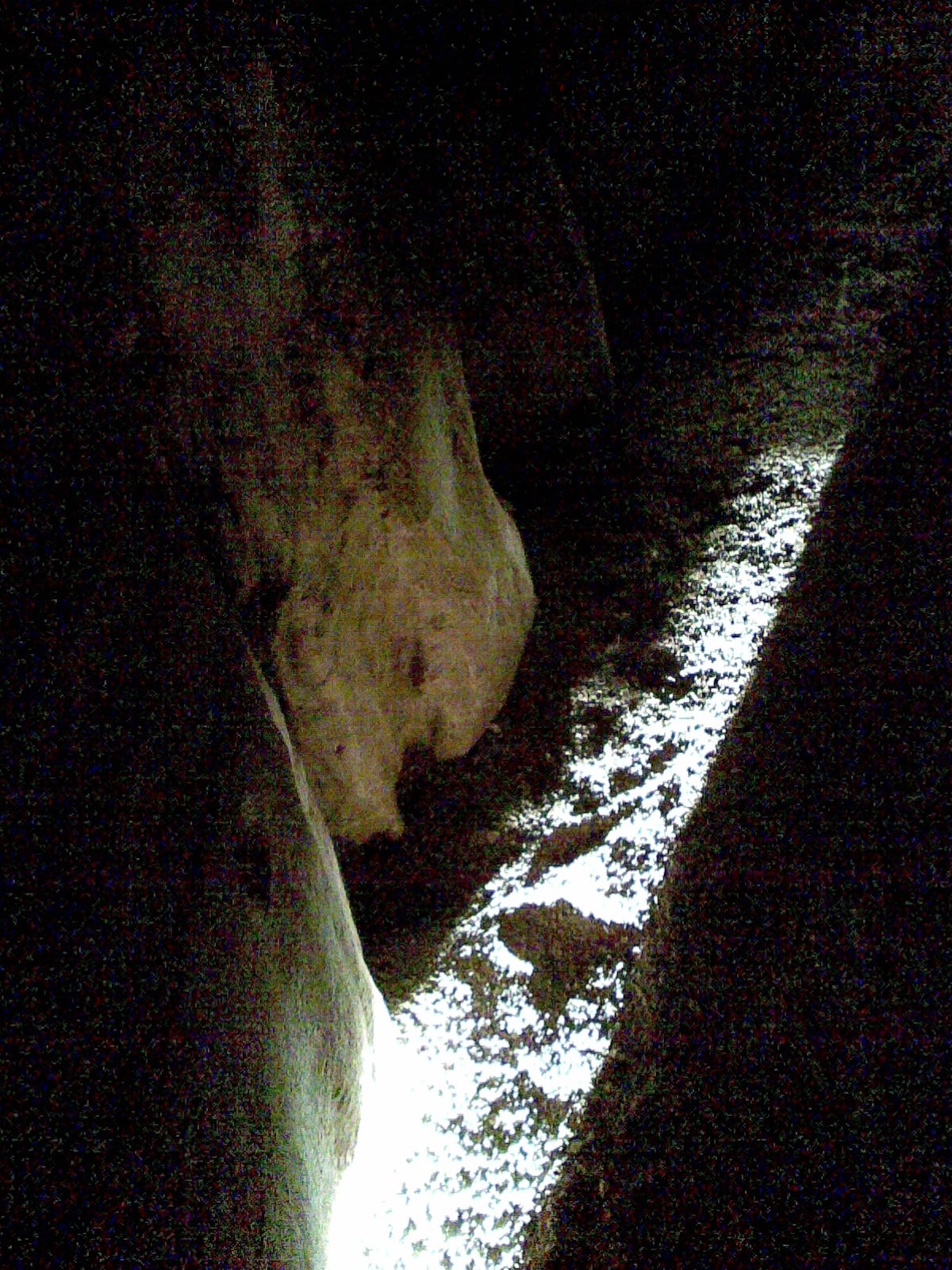
Rayon de soleil lors du solstice à Newgrange
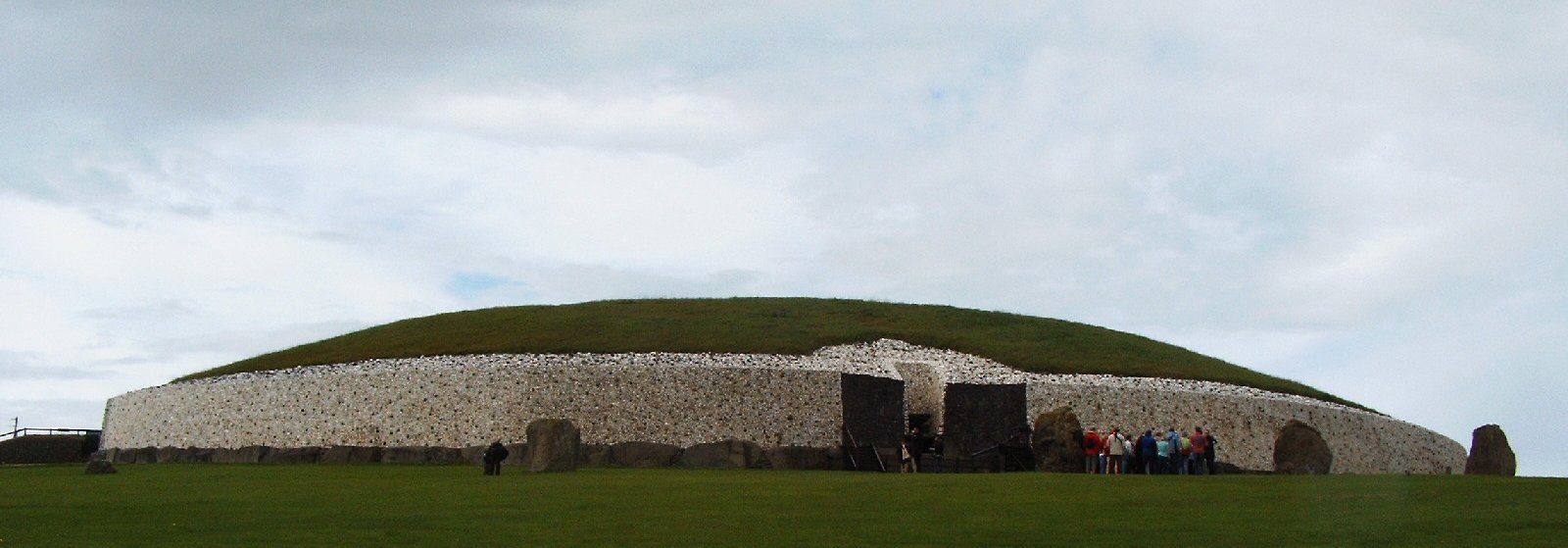
Tumulus de Newgrange
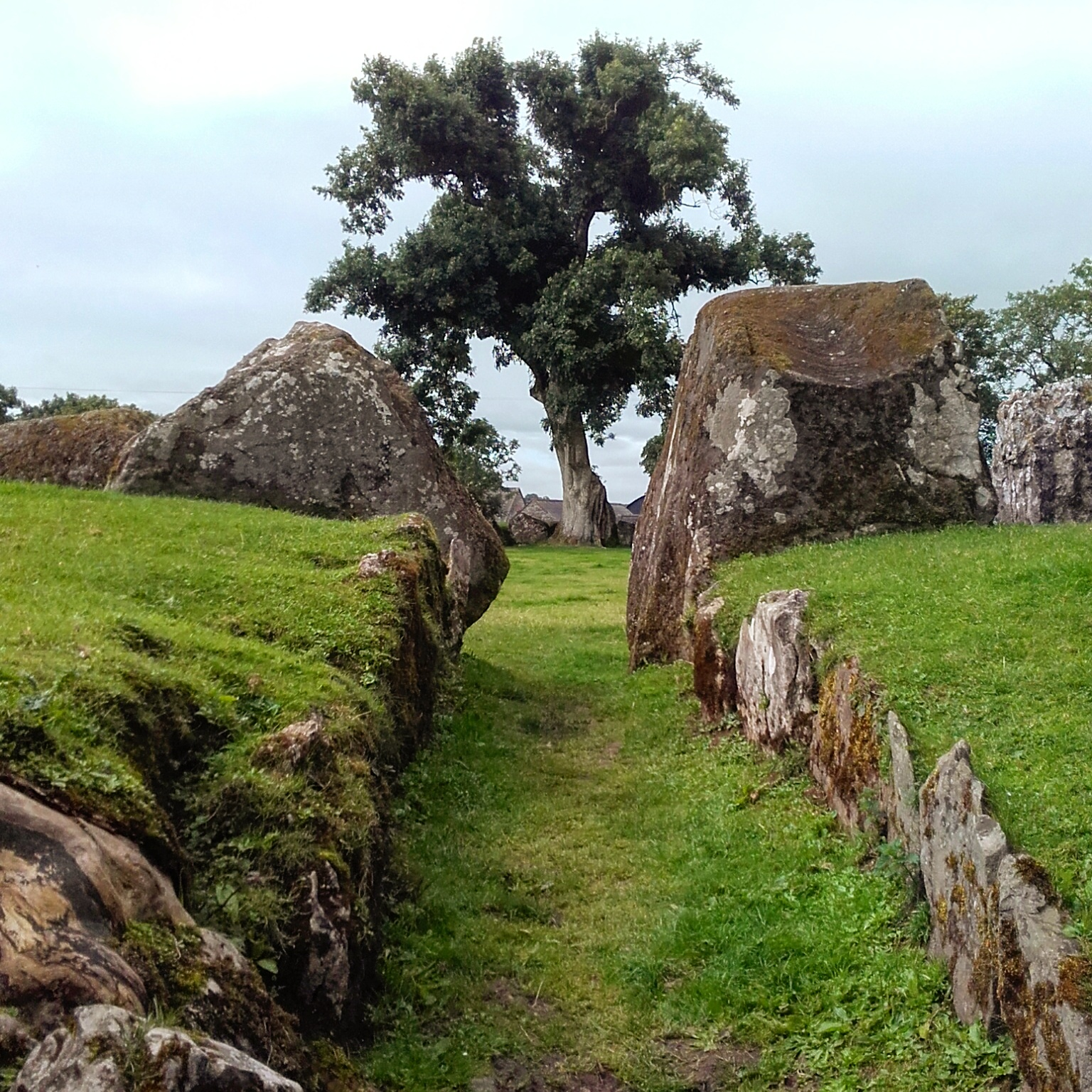
Grange Stone Circle
Grange Stone circle
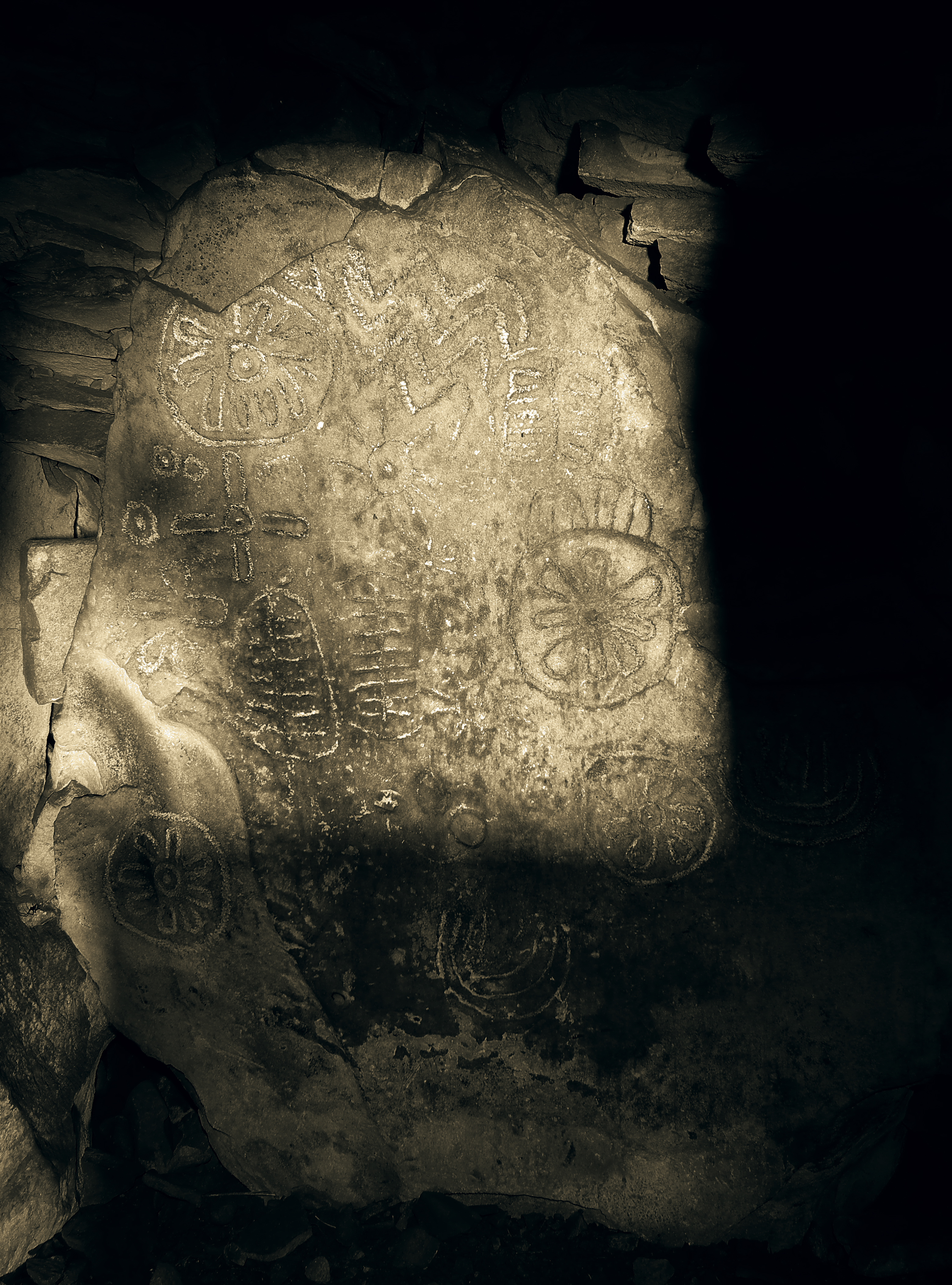
Illumination lors de l'équinoxe à Loughcrew
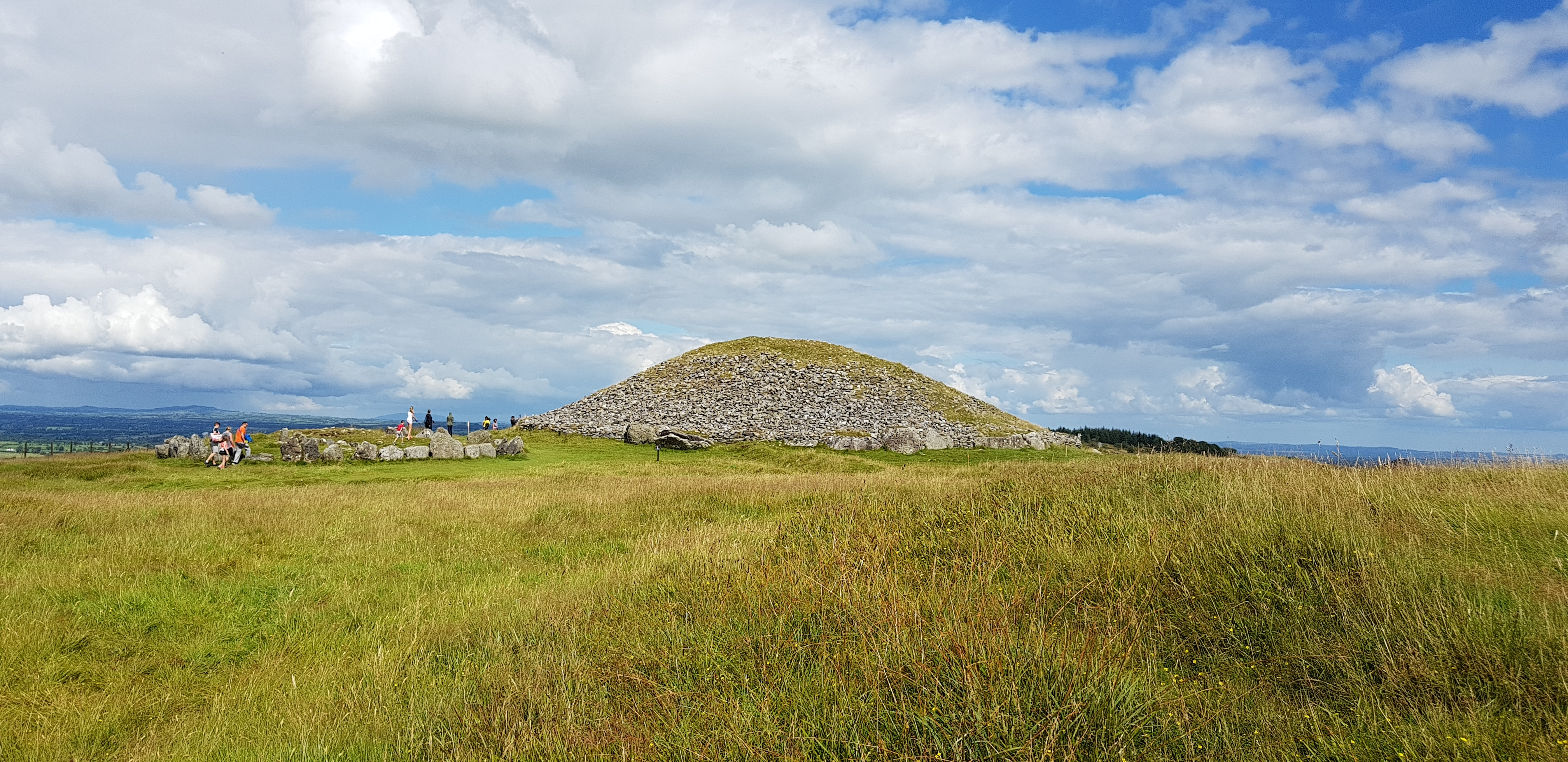
Loughcrew

#### Portugal
Dans la campagne de l'Alentejo, des hypothèses par Paolo Pereira sur le positionnement du soleil couchant lors des équinoxes laisseraient à penser que le cromlech des Almendres serait un observatoire du mouvement des astres.

#### Suède
Traditionnellement, le site des mégalithes de Ale, ou Ales Stenar (« les pierres d'Ale » ou « d'Ales »), au bord de la mer Baltique occidentale, était la tombe du roi légendaire Ale, avec ses 59 menhirs dressés en forme de nef sur un promontoire. Selon le chercheur amateur Bob G. Lind, il s'agirait d'une sorte d'horloge solaire géante néolithique : aux solstices d'hiver et d'été, le soleil serait aligné avec la proue et la poupe de la nef, ce qui permettrait de déterminer le mois de l'année en fonction de la pierre sur laquelle le soleil se lève.
Les datations au radiocarbone effectuées par les archéologues du monument donnent comme période de construction l'époque des Vikings, ce qui invalide la datation et les spéculations de Bob Lind, lesquelles reposent par ailleurs sur des éléments indirects, en l'occurrence la mythologie nordique et le rapport entre l'alignement des Ales Stenar et le phénomène astronomique annuel lié au soleil.

Suède
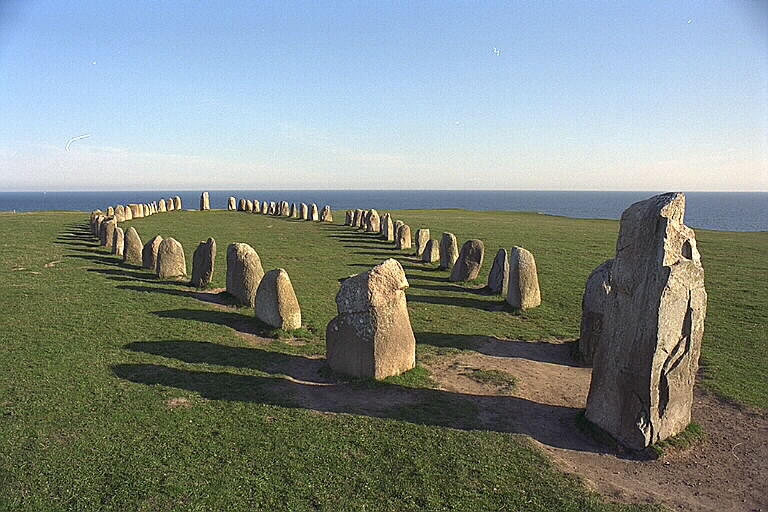
Les Ales Stenar.
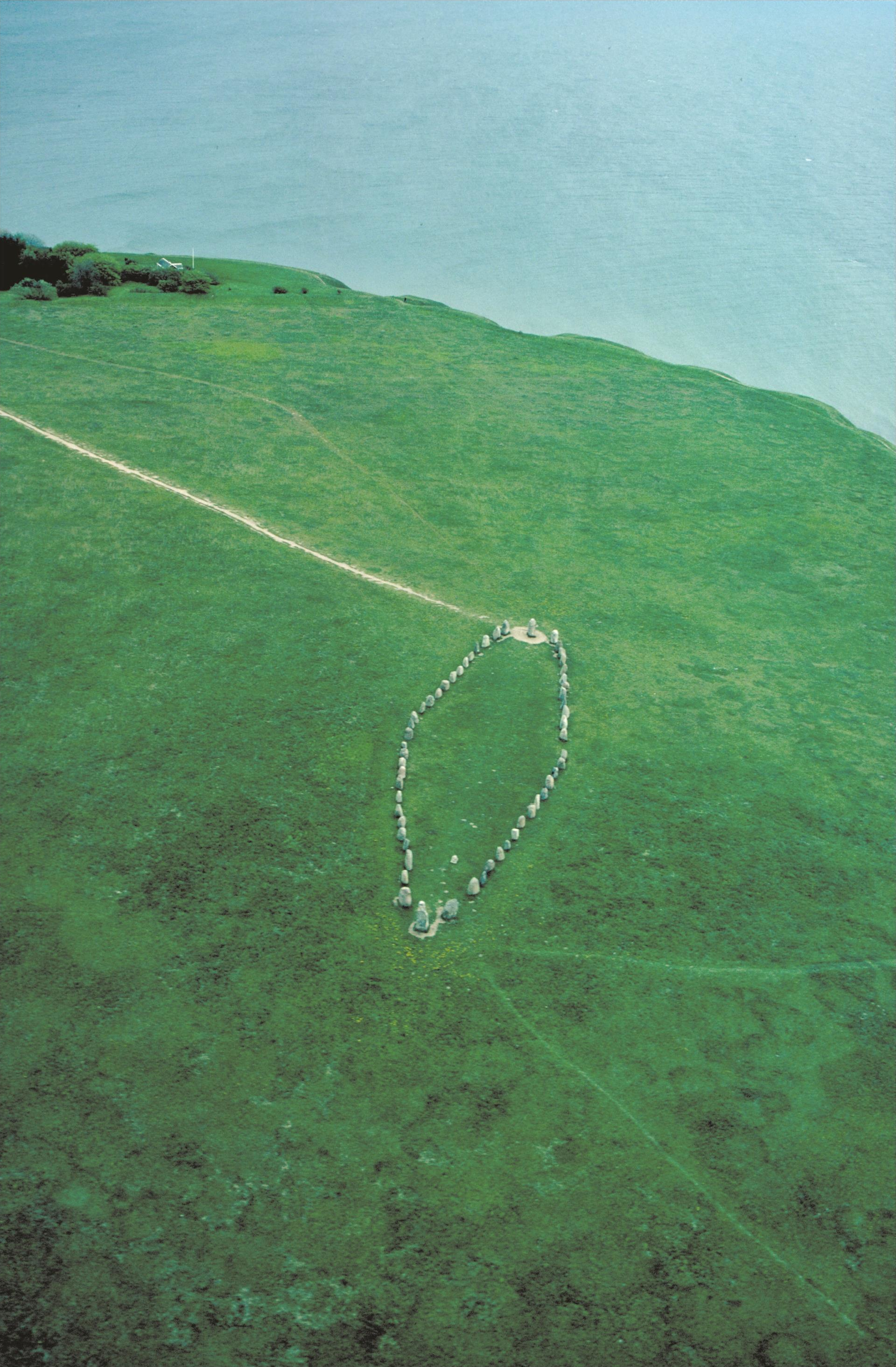
Vue aérienne des Ales Stenar.

#### Malte
La pierre Tal-Qadi est une dalle brisée de calcaire globigerina de la plaine de la baie de Salina, dans le nord-est de Malte. Il s'agit d'une représentation d'un calendrier lunaire datant de plus de 5 000 ans. La pierre est exposée au musée d'archéologie de La Valette.

Malte
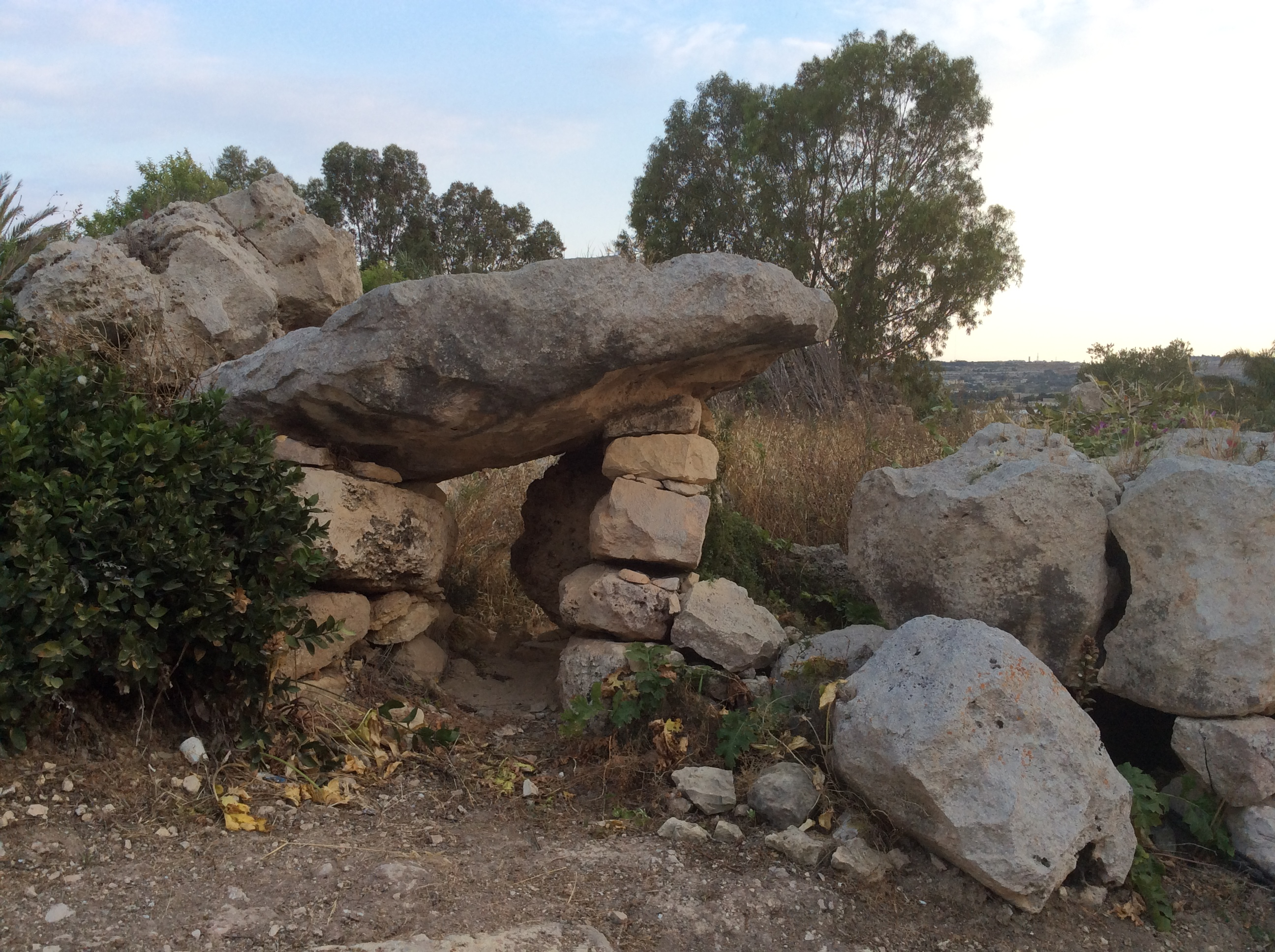
Tal-Qadi- Malte

### Afrique

#### Égypte
Le cercle de Nabta Playa, dans le désert d'Égypte, donnerait par ses indications sur la ligne d'alignement nord-est la position du lever du soleil au solstice d'été, marquant par ailleurs le début de la saison des pluies dans le désert.

#### Kenya
Le site mégalithique de Kalokol est un site archéologique situé sur la rive ouest du lac Turkana, au Kenya. Les archéologues Mark Lynch et L.H. Robbins décrivent le site de Kalokol en 1978 et pensent que les pierres érigées en basalte sont en lien avec les étoiles et le calendrier lunaire de douze mois.

Afrique
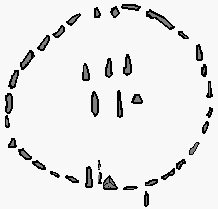
Cromlech de Napta playa
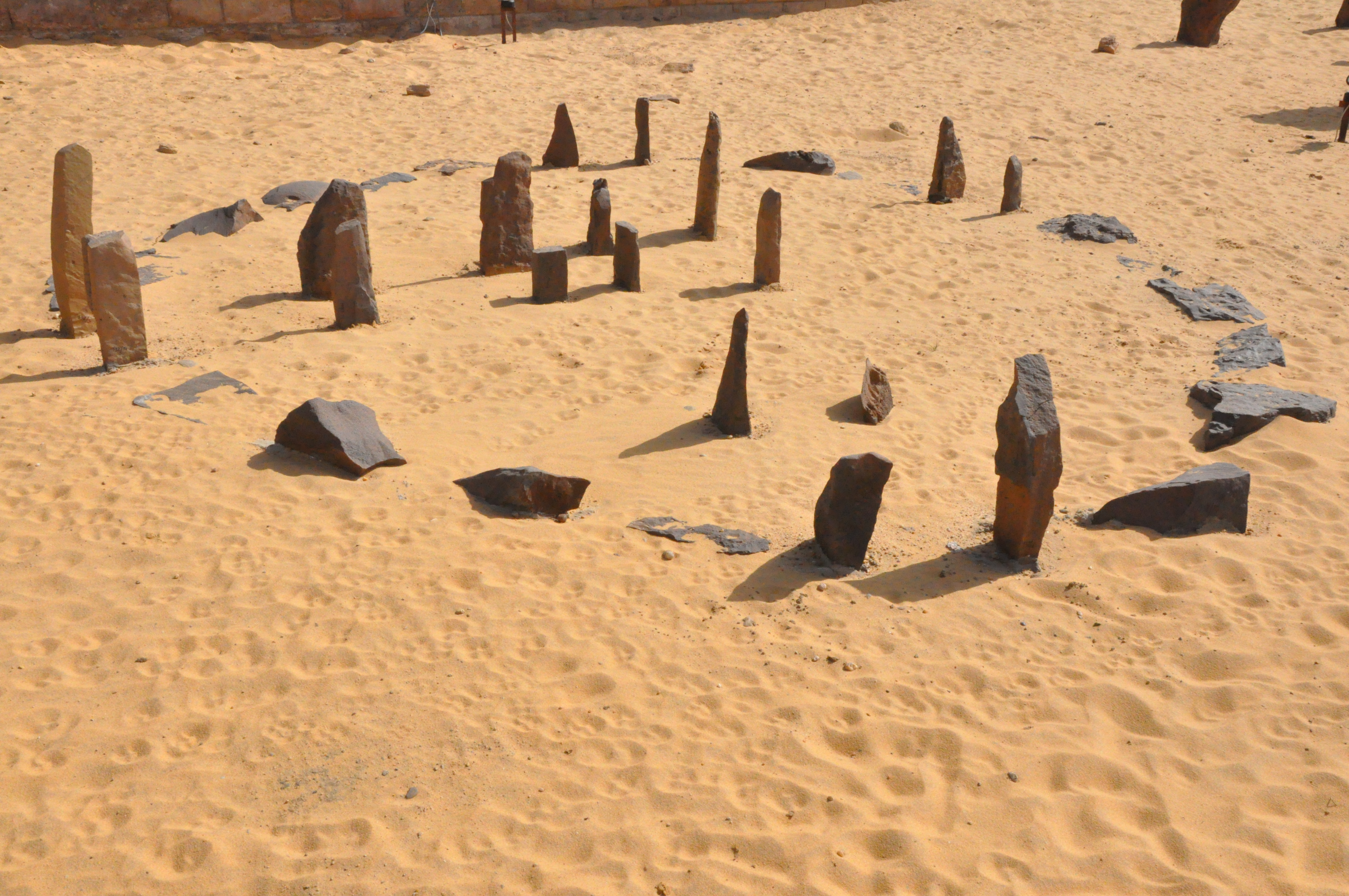
Reconstruction du Calendrier Aswan de Napta playa

### Asie

#### Arménie
Zorats Karer serait un observatoire et lieu de culte du soleil.

#### Australie
En Australie, le site de Wurdi Youang (en) est un alignement de pierres en forme d'œuf dont la médiane est aligné avec l'équinoxe et les deux grands cotés forment un angle aligné sur les deux solstices.

Asie
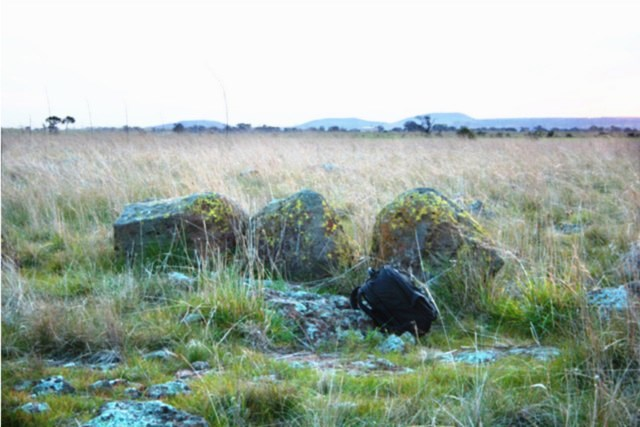
Pierres éparses de l'alignement de Wurdi Youang